# Жёлоб Лазарева
Жёлоб Лазарева — подводный жёлоб в Антарктике. Расположен близ бухты Порпес (берег Клари).
Назван в честь русского полярного исследователя адмирала Михаила Петровича Лазарева, командира шлюпа Мирный в ходе экспедиции Фаддея Фаддеевича Беллинсгаузена в 1819—1821. Название было предложено кандидатом географических наук Галиной Владимировной Агаповой, сотрудницей Геологического института РАН. Название утверждено в августе 1985 (ACUF 218).